# Live at the Acropolis
Live at the Acropolis („На живо от Акропола“) е първият концертен музикален албум и концертен филм на гръцкия кийбордист, композитор и продуцент Яни, издаден на 1 март 1994 година от звукозаписната компания „Прайвът Мюзик“.
Записът е направен на 25 септември 1993 г. в одеона на Ирод Атик в Атина, Гърция, по време на световното турне за осмия студиен албум In My Time („В моето време“) на композитора. Организирането на концерта отнема година и половина и струва 2 милиона щатски долара на Яни за осъществяването му. В него композиторът участва с шестчленния си състав и с Кралския филхармоничен оркестър, ръководен от Шахърдад Рохани. Албумът е смесен и аранжиран от Яни в студиото му и е излъчен в САЩ чрез обществената телевизионна мрежа „Пи Би Ес“ (PBS).
Албумът Live at the Acropolis получава предимно добри отзиви от музикалните критици. Още с издаването си постига висок търговски успех и се класира на първо място в класацията за ню ейдж албуми на списание „Билборд“ и на пето място в „Билборд 200“. Към 2021 г. това е най-продаваният албум на Яни – с 4 милиона копия и 600 000 видеокасети, продадени в САЩ, и с възлизащи общо на над 7 милиона в целия свят. През 1994 г. видеозаписът получава номинация за праймтаймовата награда „Еми“ в категорията за „Изключително индивидуално постижение в светлинна дирекция за драматичен сериал, развлекателно предаване, минисериал или епизод“.
По случай 25 години от концерта албумът е преиздаден с ремастериран звук на 16 ноември 2018 г. – рождения ден на Яни.

## Предистория и записване
През април 1993 г. звукозаписната компания „Прайвът Мюзик“ издава осмия студиен албум на композитора, озаглавен In My Time („В моето време“). За промотирането му е организирано световно турне, минаващо през 40 града, сред които и Атина, Гърция. С това той сбъдва мечтата си да се завърне в родната си страна, след като се установява в САЩ през 1972 година, за да следва висшето си образование.
Организирането на събитието отнема над година и половина. За да може то да се осъществи, Яни се среща с местния археологически комитет, кмета и министрите на културата и туризма, за да спечели доверието им с обещанието, че няма да нанесе каквито и да е щети по културния паметник. Композиторът иска да запише концертите си за издаването както на музикален албум, така и на видеокасета. Без необходимото финансиране за осъществяването на концертите Яни рискува 2 милиона щатски долара на свои разноски, с което цели да даде предимство на кариерата си и да открие нови пазари за творчеството си. Въпреки че екипът му и този на компанията „Прайвът Мюзик“ го съветват да не се заема с всичко това поради високата цена, композиторът не отстъпва и накрая постига успех, който му носи 50 000 долара.
Яни изнася три разпродадени концерта в одеона на Ирод Атик, намиращ се в подножието на Акропола. Live at the Acropolis представлява запис на първата от трите поредни вечери – тази на 25 септември 1993 година. В концерта участва неговият шестчленен състав, включващ барабаниста Чарли Адамс, цигуларката Керън Бригс, перкусиониста Майкъл „Калани“ Бруно, китариста Рик Фиерабрачи, пианистката Джули Хоми и кийбордиста Брадли Джоузеф, както и Кралския филхармоничен оркестър, ръководен от Шахърдад Рохани.
Адамс посочва концертите на Акропола като най-вълнуващите в сътрудничеството си с Яни. Това, че тези концерти са първите в родната страна на композитора, е специално за него. Споделя, че друг значим момент е соловото му изпълнение на барабани, тъй като е почувствал, че по този начин може да общува с хората от публиката, които не говорят английски. Подобно на него Джоузеф също посочва тези концерти като един от върховете в работата си с Яни, като цитира събирането на всякакви езици и култури за концертите. Спомня си как полицията е претърсвала с кучета мястото на концерта и задкулисията за следи от избухливи вещества. От участието си на този концерт Керън Бригс получава прозвището „дамата в червено“.

## Издаване
Албумът е издаден на 1 март 1994 година. Класира се на първо място в класацията за най-добри ню ейдж албуми на списание „Билборд“, както и на пето място в класацията „Билборд 200“. През септември същата година е удостоен с троен платинен диск от Асоциацията на звукозаписната индустрия в Америка (RIAA) за 3 милиона продадени копия в САЩ, а през април 1998 г. – с четворно платинен диск за 4 милиона продадени копия. Същия месец видеокасетата е удостоена с четворен платинен диск за 600 000 продадени копия.
Концертът е излъчен по телевизията в САЩ на 1 март 1994 г. по мрежата на „Пи Би Ес“, а в България е излъчен по Ефир 2.
Видеоизданието се задържа 229 поредни седмици в класациите на „Билборд“ за най-продавани видеокасети. В тригодишна сделка с „Пи Би Ес“ излъченият по телевизията концерт се използва с цел набиране на средства и събира 13 милиона щатски долара от продадените над 750 000 копия за домашно видео и с над 7 милиона продадени копия от албума в целия свят. Гледан е в 65 страни от половин милиард души, което го прави втората най-продавана видеокасета за всички времена след Thriller на Майкъл Джексън. За да се възползва от успеха, през май 1994 г. Яни организира 61-дневно турне. Процесът по получаването на разрешение за изнасянето на концертите на Акропола допринася за осъществяването на следващите два концерта на исторически забележителности – Тадж Махал в Агра, Индия, и в Забранения град в Пекин, записани и издадени като албума Tribute („Почит“) през 1997 г.
Според „Всекидневник на Кралското дружество по медицина“ (Journal of Royal Society of Medicine) композицията Acroyali/Standing in Motion съдържа Моцартовия ефект поради сходността си със Сонатата за две пиана в ре мажор № 448 по темпо, строеж, мелодично съзвучие и предвидливост. Записът на Standing in Motion се използва в продължение на години като встъпителна мелодия на хокейния отбор „Ню Джърси Девълс“.
Съответното концертно турне за годината е озаглавено Yanni Live, The Symphony Concerts 1994.

## Видео
Видеозаписът на концерта е издаден на видеокасета на 1 март 1994 година – в същия ден заедно с албума.
Същата година видеото получава номинация за праймтаймовата награда „Еми“ за „Изключително индивидуално постижение в светлинна дирекция за драматичен сериал, развлекателно предаване, минисериал или епизод“, като се споманават конкретно Дитрих Юнглинг, светлинният дизайнер Лий Роуз, светлинният режисьор Ричърд Оушън и Дейвид „Гърн“ Каниски.
Видеото е преиздадено на компактдиск и дивиди, както и на blu-ray диск през 2018 г. по случай 25 години от концерта. Звукът е цифрово възстановен, а музиката е цифрово ремастерирана и смесена от Яни с 5,1 обемен звук. Това специално издание в ограничен тираж включва и ново интервю с Яни с поглед към Live at the Acropolis 25 години по-късно, три бонусови композиции и обложка от 60 страници с неиздавани преди това снимки от осъществяването на концертите.
1. Santorini
2. Until the Last Moment
3. Keys to Imagination
4. The Rain Must Fall
5. Felitsa
6. Within Attraction
7. One Man's Dream
8. Marching Season
9. Nostalgia
10. Acroyali/Standing in Motion (Medley)
11. Aria
12. Reflections of Passion
13. Swept Away
14. The End of August

#### Бонуси, включени в преизданието по случай 25 години от концерта (2018)
1. A Message from Yanni („Съобщение от Яни“)
2. Behind the Scenes („Зад кулисите“)
3. Credits („Крайни надписи“)
4. About the Origin of Live at the Acropolis („Относно идеята за Live at the Acropolis“)
5. Looking back on Live at the Acropolis 25 Years Later („Поглед назад към Live at the Acropolis 25 години по-късно“)
6. Insight Into His Set List Creation („Създаването на списъка с песни за концерта“)
7. How His Music Relates to Today („Как музиката му се свързва с настоящето“)
8. About His Musicians and the Creative Process („За неговите музиканти и творческия процес“)
9. The Accolades Surroundings
10. The Influence of His Music on Our Culture and His Favorite Moments („Влиянието на музиката му върху нашата култура и неговите любими мигове“)

## Екип
Членовете на творческия екип са вписани в обложката на албума.

### Музиканти
- Яни – пиано, синтезатори;
- Чарли Адамс – барабани;
- Керън Бригс – цигулка;
- Майкъл „Калани“ Бруно – перкусии;
- Рик Фиерабачи – бас китара;
- Джули Хоми – синтезатори;
- Брадли Джоузеф – синтезатори;
- Шахърдад Рохани – диригент; цигулка в дует с Керън Бригс в Within Attraction;
- Дарлийн Колдънхоувън – вокали в Aria;
- Лин Дейвис – вокали в Aria;
- Кралски филхармоничен оркестър

### Продуциране
- Яни – звукорежисиране и смесване в личното му студио, продуциране;
- Анди Роуз – звукозапис;
- Крис Белман – мастериране в Лос Анджелис;
- Бърни Гръндман – мастериране в Лос Анджелис;
- Шахърдад Рохани – оркестрация, транскрипции, подготовка по аранжиментите;
- Джефри Силвърман – оркестрация;
- Джон Райнхаймър – оркестрация;
- Ричард Боукас – транскрипция, аранжименти;
- Нормън Муур – дизайн и обложка;
- Лин Голдсмит – снимки.